# Comuna Hurivka, Dolînska
Hurivka (în ucraineană Гурівка) este o comună în raionul Dolînska, regiunea Kirovohrad, Ucraina, formată din satele Blahodatne și Hurivka (reședința).

## Demografie
Componența lingvistică a comunei Hurivka
     Ucraineană (96,99%)
     Rusă (2,66%)
     Alte limbi (0,36%)
Conform recensământului din 2001, majoritatea populației comunei Hurivka era vorbitoare de ucraineană (96,99%), existând în minoritate și vorbitori de rusă (2,66%).